# Dadeville (Alabama)
Dadeville város az USA Alabama államában, Tallapoosa megyében, melynek megyeszékhelye is. Lakosainak száma 3084 fő (2020. április 1.).

## Népesség
A település népességének változása:
| Lakosok száma | 3212 | 3230 | 3084 |
|               | 2000 | 2010 | 2020 |